# Club Ipanema, 23:11 horas
Club Ipanema, 23:11 horas es el título del sexto episodio de la primera temporada de la serie española Cuenta atrás. Fue estrenado en la cadena  Cuatro el 3 de junio de 2007. El episodio registró una audiencia de 1.332.000 espectadores con un share del 8,1%.

## Sinopsis
Un hombre y una mujer se besan mientras él le cuenta a ella lo que le ha echado de menos. Ésta, sin embargo, le responde con desprecio, apuntando a su cabeza con una pistola.

### 20 horas antes
La Unidad 7 investiga un rastro de sangre descubierto cerca de la salida trasera de una discoteca. Tras revelar el análisis que dicha sangre pertenece a una mujer que sufrió un aborto Corso (Dani Martín) y Rocío (Teresa Hurtado de Ory) visitan a una chamán residente en un piso del bloque mientras el resto llama a los hospitales de la ciudad. Una clienta de la chamán identifica a la presunta víctima como Rosy (Belise Domínguez), una inmigrante que buscaba hierbas para las náuseas de su embarazo y a la que vio cómo un hombre pegaba una paliza en el escenario del crimen.
Rosy es localizada en un hospital con lesiones lo suficiente graves como para tener que permanecer ingresada una semana y cuando los inspectores la preguntan se niega a poner una denuncia a su agresor. Al visitar a su marido, Aníbal (Mauricio de la Cruz) para comunicarle la noticia éste no sólo parece desconocer del embarazo sino que asegura que debe de tratarse de un error. La investigación se complica cuando descubren que Rosy ha abandonado el hospital por su propio pie y sin avisar.
La llamada realizada por Rosy desde el hospital lleva a Corso y Mario (Álex González) a la dirección del dueño de una frutería que al ser interrogado niega haber tenido algo que ver con ella. Aníbal, sin embargo le reconoce como un hombre con el que su esposa se veía a sus espaldas, por lo que proceden a su detención. El frutero y su mujer reconocen que pagaron 15.000€ a Rosy para inseminarse y darles un hijo que ellos no podían tener y que esa misma mañana ella les visitó para pedirles un adelanto del dinero acordado para cuando naciera el bebé. Mientras, Rosy planea abandonar la ciudad con la ayuda de una amiga, pero se echa atrás, incapaz de abandonar a su marido.
Convencido de que Aníbal mintió sobre el motivo de su lesión y que éste guarda relación con el dinero que su mujer iba a recibir por el alquiler de su viente Corso se dirige con Mario a su domicilio para interrogarle de nuevo, pero llegan justo cuando dos hombres armados se lo están llevando. En comisaría la Unidad 7 concluye que tras recibir Aníbal una paliza que le mantiene incapacitado Rosy decidió alquilar su vientre para seguir pagando a la mafia que les consiguió el viaje a España. Al interrogar al usurero con el que el matrimonio trataba éste les cuenta que vendió su deuda a otra persona.
La amiga de Rosy es localizada después de que ambas sean denunciadas por robar la caja de una farmacia, cuyo dependiente la identifica como prostituta. Cuando ésta habla con la policía les cuenta que el nuevo acreedor del matrimonio, Toni (Juan Gea) se encaprichó con Rosy hasta el punto de ponerla a trabajar en el club de alterne que regenta, y que cuando Aníbal se enteró de lo que estaba pasando intentó llevársela de allí sin éxito, recibiendo una paliza por ello y viendo la deuda aumentada en 30.000€. Tras esta revelación la Unidad 7 organiza una redada en una de las naves de Toni con el objetivo de rescatar a Aníbal.
Mientras la Policía hace numerosas detenciones en la redada, incluyendo al matón que apalizó a Rosy a instancias de Toni, ésta regresa al Club Ipanema con objeto de negociar la liberación de su marido a cambio de quedarse al lado de su explotador, pero éste le cuenta que Aníbal está muerto. Dispuesto a acostarse con ella, Toni no se da cuenta de que Rosy se ha apoderado de un revólver de su propiedad hasta que le apunta en la cabeza.

### Fin de la cuenta atrás
Toni intenta disuadir a Rosy de no disparar cuando Leo (Bárbara Lennie) y Mario irrumpen en la sala y consiguen que baje el arma una vez le convencen de que Aníbal ha sido encontrado vivo en la nave durante la redada. Efectivamente esto ha ocurrido así, después de que Corso encontrara restos de escayola de la lesión del secuestrado en la puerta de uno de los contenedores del recinto. El reencuentro de Rosy con su marido se produce mientras Toni es pasa a disposición judicial.